# Chiesa doppia

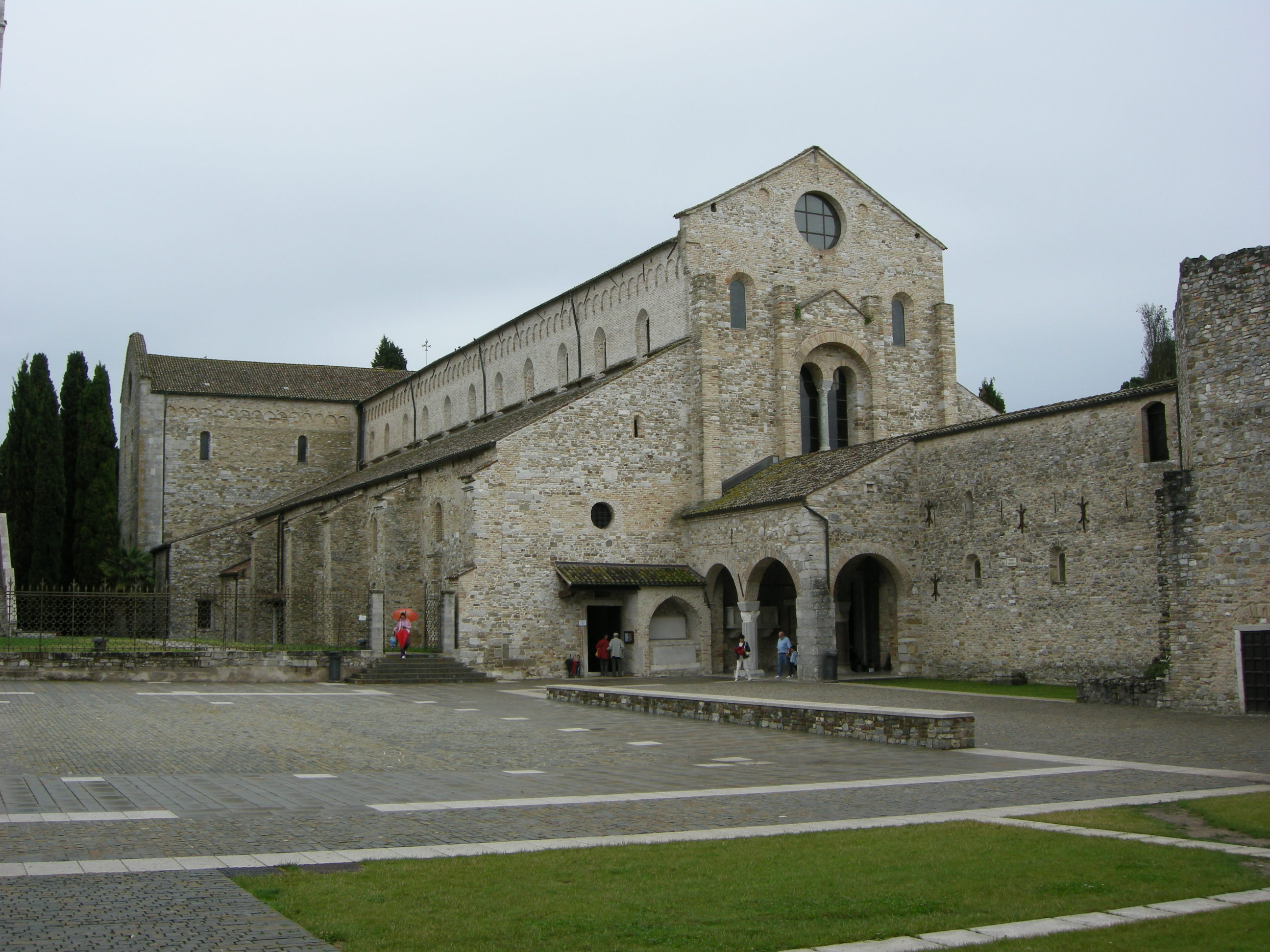
Basilica di Aquileia

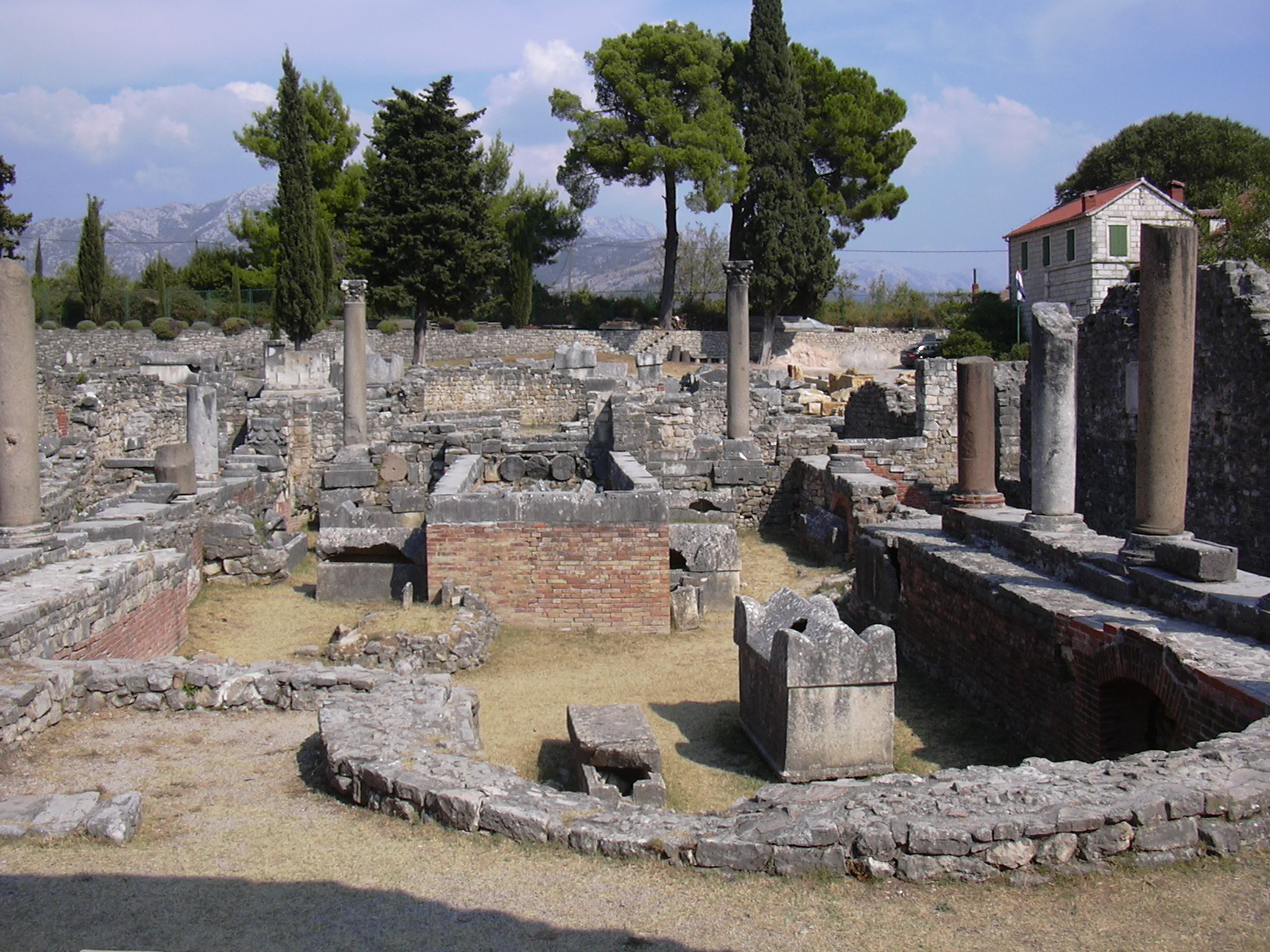
Basilica di Salona

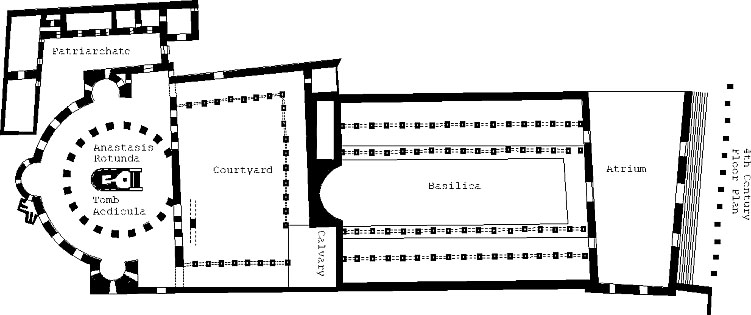
Basilica del Santo Sepolcro, Gerusalemme

La chiesa doppia è un edificio religioso cattolico costituito da due chiese affiancate e collegate fra loro; la prima, detta martyrium, è dedicata a un martire e usata per il clero mentre la seconda, la "chiesa basilicale", è dedicata alla Vergine Maria e usata come chiesa parrocchiale e vescovile.

## Storia
Le cattedrali di Milano, Brescia, Cremona e Pavia erano formate da due chiese, una piccola e una grande, collegate tra loro; in origine, durante il IV secolo, vi erano due sale parallele affiancate, il ''martyrium'' e la chiesa basilicale, la prima dedicata alla Vergine veniva usata come chiesa parrocchiale e vescovile, mente l'altra era dedicata a un martire ed era destinata al clero.

## Storiografia
La storiografia moderna sul tema della cattedrale doppia si sviluppa tra la fine del XIX secolo e l'inizio del XXI, partendo dagli studi condotti sui duomi gemini di Aquileia e di Salona e sulle cattedrali lombarde. Il primo saggio che affronta la tematica della cattedrale doppia in una chiave storica rigorosa e diacronica è quello del Krautheimer il quale, partendo dalla cattedrale di Pavia, analizza anche altre cattedrali doppie lombarde documentate in epoca altomedioevale e romanica. Per lo studioso, ammettendo che lo schema dei due edifici paralleli sia attestato sin dagli esordi dell'architettura paleocristiana, è soltanto nel V secolo che il concetto del doppio edificio prende realmente forma. Esso si sviluppa da una chiesa fornita di martyrium: la crescente diffusione del culto martiriale ne avrebbe determinato l'ampliamento fino a divenire una vera e propria seconda chiesa. Riguardo alla menzione di ecclesia hyemalis ed aestiva, documentata per le cattedrali lombarde tra i secoli IX e X, il Krautheimer ritiene che l'uso stagionale lombardo si sarebbe aggiunto a quello parrocchiale-martiriale consueto, riflettendosi nelle dediche: proprio il culto della Vergine occupava un posto importante nelle cerimonie del periodo invernale. D'altra parte, Krautheimer considera il santuario martiriale frequentato soprattutto dal clero, mentre il santuario dedicato alla Vergine serviva da chiesa episcopale e parrocchiale allo stesso tempo. Sul piano tipologico, inizialmente lo studioso prende in considerazione soprattutto i casi di edifici paralleli, associati a un battistero e ad un atrio. Agli studi di Hubert si deve, invece, la conoscenza di molte cattedrali doppie in Francia, dove si può osservare che nella zona a sud della Loira e in Borgogna la tipologia architettonica predominante era quella parallela, mentre nella zona a nord della Loira quella assiale orientata in senso est-ovest. Oggetto delle sue ricerche sono anche le modalità di utilizzazione: Hubert, diversamente dal Krautheimer, attribuisce alla chiesa martiriale (solitamente dedicata a Santo Stefano o agli Apostoli) un impiego parrocchiale, individuando invece per la seconda chiesa (quasi sempre dedicata a Santa Maria) il luogo dove si sarebbe svolta la liturgia episcopale.
Un allargamento importante dell'area geografica e del ventaglio cronologico è stato operato da André Grabar che analizzò le cattedrali doppie nate in Russia, a partire dall'epoca della conversione del paese al cristianesimo (verso la fine del secolo X secolo). Lo studioso constatò che nella maggior parte dei casi esse erano chiese palatine (Vladimir, Kiev): di qui l'ipotesi che l'origine delle cattedrali doppie in Russia fosse direttamente riconducibile a Costantinopoli dove Santa Sofia e Sant’Irene andavano a formare la doppia cattedrale imperiale, mentre Santi Pietro e Paolo e Santi Sergio e Bacco costituivano la chiesa doppia del monastero palatino.
In definitiva la diffusione del cristianesimo attraverso i canali imperiali contribuì, fra i secoli IV e VI, alla propagazione del modello doppio prima in Occidente e poi in seguito in Russia. Tale diffusione, secondo lo studioso, avrebbe successivamente riguardato anche i monasteri.
Per quanto riguarda la fruizione degli ambienti, Grabar rilevò in Russia l'identica designazione (estivo/invernale) riscontrata in Lombardia; ma questa distinzione stagionale non gli impedì di ipotizzare usi simultanei.
Un'altra voce in contrasto con il rigido impianto esplicativo del Krautheimer è quella di De Capitani d'Arzago. Le sue riflessioni sul modello doppio sono contenute in due lavori: il primo del 1944 ed del 1952. Quest'ultimo affronta in generale il problema partendo dallo studio della cattedrale milanese di Santa Tecla: contesta le tesi del Krautheimer, sostenendo che l'uso stagionale non si poteva far risalire a prima della riforma carolingia del clero e della liturgia del secolo IX, che incentivò l'officiatura diurna e notturna, e la vita comune del clero Per il periodo precedente al secolo IX, De Capitani d'Arzago mostra tutta la sua perplessità: a Milano, la presenza di due chiese vicine non individuavano a priori la presenza di una cattedrale doppia, inoltre le denominazioni aestiva et hiemalis non sono anteriori, secondo le fonti, al secolo IX stesso.
Nel 1953 il Kempf pubblica un breve e pregnante contributo sul problema, analizzando, a partire dall'epistola 32 di Paolino di Nola a Sulpicio Severo, il simbolismo trinitario della chiesa doppia e del battistero di Treviri, da lui scavato a partire dal 1943, ipotizzandone un'influenza su tutte le cattedrali doppie posteriori.
Nella pubblicazione di Kempf sono presentati alcuni confronti, soprattutto per la chiesa nord, con il Santo Sepolcro a Gerusalemme e la basilica della Natività a Betlemme. Quanto alle funzioni lo studioso suppone che la chiesa principale a nord (dedicata a San Pietro) avrebbe avuto funzione memoriale (e ciò sembra trovare conferma dal fatto che vi è conservata attualmente la reliquia della tunica di Cristo), mentre la chiesa minore a sud (con dedica alla Vergine) avrebbe accolto i neofiti e svolto la funzione di chiesa parrocchiale.
J. Hubert, nel corso del Congresso internazionale di Studi Longobardi del 1951, fornì una sintesi sull'argomento focalizzata sul fondamentale rapporto tra le cattedrali doppie e la liturgia, in contestazione, seppur indiretta, con il Krautheimer. Per lo studioso francese, infatti, la liturgia è più importante della spiegazione climatica - che tuttavia non viene esclusa - e la tipologia della cattedrale doppia si deve applicare non solo a quelle con andamento parallelo, ma anche a quelle con andamento assiale, il cui prototipo è da rintracciare nel Santo Sepolcro di Gerusalemme. Dopo aver osservato che anticamente la cattedrale non era intesa come una chiesa ma come nucleo di edifici, Hubert constata che la ricerca archeologica aveva rivelato che la doppia cattedrale non era una tipologia particolare, ma quasi una regola, e proprio per questo le fonti spesso non ne parlano dandola per scontata od implicita. Almeno nella fase più antica, anche l'uso stagionale di una delle due basiliche era strettamente legato a quello liturgico, in quanto non si riuscirebbe altrimenti a spiegare l'utilizzo simultaneo delle due strutture che si evince dalle fonti.
Per quanto riguarda le dediche Hubert osserva che quelle alla Vergine e ad un martire sembrano apparire dal secolo V e sono da ricondurre rispettivamente la prima al concilio d'Efeso del 431, quella al martire, spesso locale, sarebbe invece stata una scelta autonoma delle singole chiese.
Nel 1962 Lehmann sostiene che la chiesa doppia, assieme al battistero, deve essere sempre collegata ad una sede vescovile e che la chiesa del culto parrocchiale non è la chiesa della liturgia vescovile, che spesso evolve in cappella del vescovo. Lo studioso tedesco, conducendo un'analisi sulle doppie dediche di alcune cattedrali tedesche, ne deduce spesso l'esistenza originaria di doppie cattedrali (soprattutto per Colonia, Magonza e Spira); in altri casi, invece, una cappella vicina gli fa supporre una originaria doppia cattedrale (Metz, Regensburg e Worms). Lehmann propone un'evoluzione precisa: il sistema dei complessi doppi (presente tra l'altro anche in monasteri e luoghi di pellegrinaggio) sarebbe sorto in epoca paleocristiana, quindi sarebbe persistito sino ai secoli dell'Altomedioevo. A partire dall'epoca carolingia si assisterebbe ad una tendenza “unificante”: la necessità di poter celebrare più funzioni liturgiche nello stesso edificio avrebbe portato all'utilizzo di più altari in una sola chiesa e determinato il raddoppiamento del coro; questa tendenza è registrabile fino ad età ottoniana (X secolo).
Successivamente, invece, l'autore tedesco sostiene che il processo di unificazione delle Kirchenfamilien si sarebbe concluso solo con la cattedrale gotica. Da Doura Europos al secolo IV, il culto cristiano prevedeva che ogni azione liturgica dovesse svolgersi in un luogo preciso; da ciò la nascita del catecumenio e del consignatorium. Per gli sviluppi successivi il Lehmann si riavvicina, invece, allo Hubert, sostenendo che la chiesa parrocchiale non era quella del vescovo che doveva funzionare per l'istruzione dei catecumeni, per le cresime ed i sacramenti, e che solo in un momento successivo si ebbe l'identificazione tra chiesa parrocchiale e chiesa vescovile che, spesso, si trasforma in cappella vescovile.
Uno studio di R. Bauerreiss, comparso nel 1963, passa al vaglio un gran numero di cattedrali della Germania. Il lavoro di questo studioso benedettino si basa sulla confutazione della nozione stessa di “doppia cattedrale”; la cattedrale è fondamentalmente una, anche se articolata in tre parti: l'edificio tipo sarebbe stato composto, quindi, dalla chiesa per il culto normale dei fedeli, dal battistero e dalla domus episcopalis (quindi del clero collegato al vescovo), che non è la cappella vescovile, bensì una delle due chiese cattedrali destinate sia al rituale vescovile sia alla cura animarum. La chiesa della domus sorgerebbe, solitamente, presso le abitazioni del clero e del vescovo o presso l'ospedale vescovile e sarebbe affidata alle cure dell'arcidiacono che amministrava sia la domus che l'ospedale. Per il dotto monaco benedettino non necessariamente le due chiese cattedrali dovevano essere parallele, ma potevano essere anche diversamente posizionate, addirittura extra muros.
Bauerreiss dà grande rilievo alla vicinanza della chiesa episcopale all'ospedale, come pure al ruolo dell'arcidiacono per l'amministrazione comune: vi vedeva, in questa organizzazione, la motivazione originale della dedica della chiesa episcopale a Santo Stefano. Quest'ultimo difatti era il diacono per eccellenza della chiesa primitiva e il ruolo dell'arcidiacono ne rappresentava la prosecuzione ideale.
Grazie ad un lavoro di censimento apparso attorno al 1952 sulle planimetrie di chiese dell'Altomedioevo, Jean Hubert costruì una base documentaria che gli permise di riesaminare il problema delle chiese doppie in Francia in un nuovo ed importante contributo del 1963.
Lo studioso francese cerca di tracciare lo sviluppo dei complessi doppi in Francia tra i secoli IV ed VIII quindi prima della riforma carolingia. Per il secolo IV in particolare Hubert si dimostra attratto dall'idea di una possibile influenza dell'Italia del Nord, dove le chiese doppie mostrano assetti più regolari. Per questo periodo e a proposito di Treviri si domanda quale funzione potessero avere i due edifici alla fine del secolo IV, quando la disciplina del catecumenato era ormai in decadenza ed il culto delle reliquie non era ancora diffuso.
Nell'esaminare i complessi del secolo VI lo studioso francese nota un fenomeno nuovo: a Tours, Bordeaux e a Saint Jean de Maurienne viene aggiunta una chiesa dedicata alla Vergine accanto ad una già presente cattedrale dedicata al martire. La stessa cosa accade anche nel secolo VII per Parigi, Auxerre, Meaux e Sens.
Hubert riscontra pertanto grandi diversità ed irregolarità per i complessi doppi francesi rispetto alla linearità dei casi dell'Italia settentrionale e conclude che fino ai secoli VI-VII doveva esistere una sola chiesa dedicata al martire. Quella della Vergine sarebbe stata aggiunta per influsso italiano, come chiesa del vescovo, per l'amministrazione dei sacramenti e non per il culto parrocchiale. Tutto ciò confermerebbe peraltro l'accresciuto potere dei vescovi tra i secoli VI e VII.
Per quanto riguarda la situazione in epoca carolingia Hubert è del parere che chiese ed oratori aggiunti in fasi successive non saranno più di pertinenza del vescovo ma destinati alla liturgia dei canonici.
Importanti per la tematica delle chiese doppie sono stati gli studi condotti da P. Piva. Egli pubblicò, nel 1990, due libri: il primo incentrato sulle cattedrali lombarde, il secondo di portata più generale. Il primo libro privilegia il periodo medievale. Dopo un attento esame storiografico lo studioso italiano propone un'analisi dei complessi doppi di Milano, Brescia, Como, Pavia, Bergamo e Mantova. Per la fase carolingia e post-carolingia, P. Piva attribuisce grande importanza all'instaurazione della nuova disciplina per il clero che influenza il sistema chiesa “estiva”/chiesa “invernale”. Ma, poiché questa riforma manifesta una preoccupazione di unificazione religiosa per tutto l'Impero, rimane da spiegare perché gli epiteti “stagionali” in questione si trovano attestati soprattutto in Italia (e più precisamente in Lombardia). Per Piva, infatti, è specialmente in Gallia, ovvero nel cuore del mondo carolingio, che la riforma viene accettata appieno e vi avrebbe lasciato il segno con la specializzazione di una seconda chiesa (o di un secondo coro) per l'utilizzo dei canonici. In Lombardia invece, i vescovi carolingi avrebbero dovuto imporre la nuova disciplina ad un clero più refrattario.
Pur tra alti e bassi il dibattito storiografico sui complessi doppi non pare esaurirsi. Ad aggiungere nuovi elementi per la discussione sono certamente i risultati degli scavi archeologici nell'area alto adriatica: scoperte nuove furono fatte in Slovenia (Lubiana, Celje, Vranje) ed in Austria (Teurnia, Hemmaberg) ed il problema delle chiese doppie tornò d'attualità soprattutto in occasione delle pubblicazioni sui risultati degli scavi di Vranje e di Hemmaberg.
Gli studiosi inoltre compresero ben presto la necessità di confrontarsi con diverse evoluzioni del problema: ad esempio, specie in area altoadriatica, la maggior parte delle località che ospitavano complessi doppi, non risultavano essere grandi città, bensì località anche molto piccole, confutando in tal modo l'idea di chi vedeva le chiese geminae come strutture necessariamente legate a contesti urbani di grande rilievo.
Nel 1972 R. Krautheimer tornando sul problema delle chiese doppie si consegnò ad un'importante retractatio. Lo studioso abbandona la posizione rigida e troppo sistematica dei precedenti studi sull'argomento e afferma la necessità di trattare ogni caso come a sé stante. Krautheimer riconosce la possibile non contemporaneità delle due chiese e che l'alternanza stagionale non era imprescindibilmente legata al periodo precedente i secoli VIII e IX in Lombardia. Si rammarica per non aver notato tanti anni prima la lettera di Paolino di Nola a Sulpicio Severo; ritiene inappropriato il termine consignatorium per definire quella che secondo lui è una vera e propria chiesa per la messa dei catecumeni. In questa revisione Krautheimer supera chiaramente il secolo V, che gli sembrava precedentemente segnare il limite minimo dal quale partire per un'identificazione della definizione architettonica e funzionale di chiesa doppia.
Si inserisce con grande merito nella storia degli studi sui complessi doppi il lavoro di J. P. Sodini (coadiuvato da K. Kolokotsas), che ha indagato per circa dieci di anni il complesso doppio ecclesiastico di Aliki, località dell'isola di Thasos. Le due chiese, associate ad un battistero e ad annessi multipli, erano entrambe dotate di installazioni liturgiche. La basilica nord era fornita di un atrio ed era stata adibita, nel corso del tempo, ad una funzione più specificamente battesimale. Tuttavia nella sua fase iniziale pare abbia ospitato un culto martirologico importante ed abbia avuto un limitato uso funerario. La basilica meridionale, più grande e dotata di un ambone, avrebbe svolto il ruolo di chiesa parrocchiale.
Sodini ha aggiunto in appendice alla sua monografia del 1984 un inventario (con carta di ripartizione) di tutti i complessi doppi conosciuti includendo anche i casi dell'Africa settentrionale dove molte strutture si contraddistinguono per la presenza, nello stesso edificio, di due absidi (e due altari) contrapposti.
Sul piano geografico, rileva una forte densità in determinate regioni (Gallia, Italia del Nord e Dalmazia) e zone dove invece la chiesa doppia appariva in modo più sporadico (Siria ed Africa del Nord). L'indagine lo porta a stabilire che nessun programma liturgico condizionava necessariamente la presenza o meno di una chiesa doppia e così pure la liturgia del vescovo dato che il 60% circa dei casi identificati non sembra essere stata sede episcopale. Tuttavia, sempre per Sodini, il conferimento del battesimo ed il culto martiriale (quest'ultimo spesso segnalato dalla dedica di una delle chiese) erano spesso all'origine della costituzione di questi complessi. Si è constatato che c'era stata una vera e propria moltiplicazione dei battisteri fuori dalle città episcopali (o, in alcune di queste ultime, indipendentemente dalla cattedrale). Programma battesimale e programma martiriale pare siano stati spesso associati in passato. Le necessità particolari del clero, della liturgia e l'affluenza dei fedeli avrebbero anche potuto giocare un ruolo a volte determinante. In quanto all'alternanza stagionale, Sodini dubita si tratti di uno schema esplicativo valido prima delle riforme carolingie.